# Gmina Šentrupert
Šentrupert – gmina w Słowenii. W 2002 roku liczyła 2283 mieszkańców.

## Miejscowości
Miejscowości wchodzące w skład gminy Šentrupert:

- Bistrica
- Brinje
- Dolenje Jesenice
- Draga pri Šentrupertu
- Gorenje Jesenice
- Hom
- Hrastno
- Kamnje
- Kostanjevica
- Mali Cirnik pri Šentjanžu
- Okrog
- Prelesje
- Ravne nad Šentrupertom
- Rakovnik pri Šentrupertu
- Ravnik
- Roženberk
- Slovenska vas
- Straža
- Šentrupert – siedziba gminy
- Škrljevo
- Trstenik
- Vesela Gora
- Vrh
- Zabukovje
- Zaloka